# Осада форта Стэнуикс
Сражение при форте Стэнуикс (англ. Siege of Fort Stanwix) — боевые действия у форта Стэнуикс (или Стенвикс), во время Саратогской кампании американской войны за независимость, которые шли с 2 по 22 августа 1777 года. Форт Стенуикс, известный в то время ещё как Форт Скайлер, был важным укреплением Континентальной армии в долине реки Мохок. В форте стоял гарнизон из нью-йоркцев и массачусеттцев под командованием полковника Питера Генсвута. В августе форт осадила армия генерала Сент-Легера, состоящая из британских регуляров, американских лоялистов, гессенских солдат и индейцев под командованием вождя Джозефа Бранта.
Американское командование отправило на помощь форту отряд нью-йоркских ополченцев под командованием Николаса Херкимера, но Сент-Легер разбил его отряд в сражении при Орискани 6 августа. гарнизон форта не участвовал в сражении, но совершил вылазку на лагеря лоялистов и индейцев, что сказалось на боевом духе индейских союзников Сент-Легера. Впоследствии на помощь гарнизону форта пришёл отряд под командованием Арнольда, который сумел ввести противника в заблуждение относительности численности своего отряда. Переоценив сила Арнольда, Сент-Легер, которого покинули индейские союзники, принял решение снять осаду. Из-за этого Сент-Легер не смог присоединиться к армии Джона Бергойна, что стало одной из причин капитуляции последнего при Саратоге.
Осада форта известна ещё тем, что в эти дни над фортом был впервые поднят флаг флаг США, белый с красными полосами.